# Alijadores de Tampico
Los Alijadores de Tampico fue un equipo que participó en la Liga Mexicana de Béisbol con sede en Tampico, Tamaulipas, México.

## Historia
Los Alijadores nacen para la Liga Mexicana de Béisbol en el año de 1937, época que comienza una etapa nueva en la LMB ya que ese año se comienza la compilación de estadísticas. El equipo de Tampico ha participado en tres etapas durante su historia, también utilizó los nombres de "Estibadores" durante 2 años en la época de los 70 y de "Astros" en la época de los 80 durante 3 años, nombre con el cual se despedía del béisbol de la Liga Mexicana de Béisbol.

### Primera Etapa
La primera etapa del equipo comprendió de los años de 1937 a 1948. Durante este periodo los Alijadores consiguieron un Bicampeonato, los primeros dos títulos de su historia.
La primera temporada de los Alijadores fue mala, terminaron con racha de 8 ganados y 15 perdidos. En su segunda temporada la novena de Tampico mejoró considerablemente al terminar con marca de 32 ganados y 15 perdidos para obtener el tercer lugar de la liga.
Fue hasta la temporada de 1945 cuando los Alijadores lograron su primer título al terminar en primer lugar con 52 ganados y 38 perdidos por encima del equipo de La Junta de Nuevo Laredo.
En el siguiente año 1946 lograron el Bicampeonato al terminar nuevamente en primer lugar con 56 ganados y 41 perdidos con un juego de diferencia sobre los Diablos Rojos del México.
La campaña de 1948 sería la última de los Alijadores en este periodo al terminar en tercer lugar con 34 ganados y 33 perdidos.

### Segunda Etapa
La segunda etapa fue de 1971 a 1979 cuando la liga se expande de 10 a 12 equipos. En su regreso tomaron el nombre de Estibadores pero lo volverían a cambiar por el de Alijadores para la temporada de 1973. Durante este periodo los Alijadores consiguieron su tercer y último título.
En 1973 los alijadores logran el liderato de la División Este de la Zona Norte al terminar con marca de 74 ganados y 56 perdidos. En la primera ronda eliminaron a los Algodoneros de Unión Laguna pero cayeron en la final de zona con los Saraperos de Saltillo.
En 1974 vuelven a quedar líderes en su división con 66 ganados y 71 perdidos. En la postemporada cayeron nuevamente con los Saraperos de Saltillo en 5 juegos.
En 1975 terminan por tercer año consecutivo como líderes de su división. En la primera ronda eliminan a los Algodoneros de Unión Laguna en 6 juegos. La final de zona la ganan a los Sultanes de Monterrey en 7 juegos y finalmente se coronan campeones por tercera ocasión en su historia ante los Cafeteros de Córdoba en 5 juegos. Benjamín "Papelero" Valenzuela fue el mánager (entrenador en jefe) ganando un título en 1975, ante los Cafeteros de Córdoba Veracruz.
Los alijadores volvieron a postemporada hasta 1978 donde terminaron segundos de la División Este, en la primera ronda perdieron la serie 4 juegos a 2 ante los Saraperos de Saltillo.
En su última campaña de esta etapa terminaron en tercer lugar de su división con una marca perdedora de 59 ganados y 75 perdidos. El siguiente año la franquicia se mudaría a la ciudad de Toluca, Estado de México.

### Tercera Etapa
El béisbol regresaba a la ciudad de Tampico pero en esta ocasión con el nombre de Astros de Tamaulipas en 1983 cuando la franquicia de Astros de Monclova llegó a la ciudad.
En su primera temporada terminaron en tercer lugar de la Zona Norte clasificando a la postemporada, en esa ocasión se realizó un Round Robin donde los Astros terminaron con marca de 7 ganados y 11 perdidos.
En 1985 volvieron a llegar a la postemporada al terminar en cuarto lugar de la zona norte donde fueron barridos por los Rieleros de Aguascalientes. Esta sería la última temporada en la historia del equipo. El siguiente año se mudó a la ciudad de San Luis Potosí, San Luis Potosí para convertirse en los Tuneros de San Luis.

## Estadio
Los Alijadores tuvieron como casa el Parque Alijadores con capacidad para 7,000 espectadores.

## Jugadores

### Roster actual
Por definir.

### Jugadores destacados
- Héctor Espino.
- Derek Bryant.[2]
- Chet Brewer.
- Ángel Castro.

### Números retirados
Ninguno.

### Novatos del año
- 1938  Ángel Castro Pacheco.
- 1947  Tomás Arroyo.
- 1985  Pablo Machiria.

### Campeones Individuales

#### Campeones Bateadores
| Año  | Nombre        | Porcentaje |
| ---- | ------------- | ---------- |
| 1974 | Héctor Espino | .377       |

#### Campeones Productores
| Año  | Nombre        | Producidas |
| ---- | ------------- | ---------- |
| 1938 | Ángel Castro  | 40         |
| 1939 | Ángel Castro  | 50         |
| 1973 | Héctor Espino | 107        |

#### Campeones Jonroneros
| Año  | Nombre          | Jonrones |
| ---- | --------------- | -------- |
| 1938 | Ángel Castro    | 9        |
| 1939 | Ángel Castro    | 9        |
| 1971 | Humberto García | 23       |
| 1972 | Héctor Espino   | 37       |
| 1974 | Byron Browne    | 32       |
| 1984 | Derek Bryant    | 41       |

#### Campeones de Bases Robadas
| Año  | Nombre           | Bases |
| ---- | ---------------- | ----- |
| 1947 | Héctor Rodríguez | 36    |
| 1971 | Alonso García    | 67    |

#### Campeones de Juegos Ganados
| Año  | Nombre                        | Récord |
| ---- | ----------------------------- | ------ |
| 1941 | Nate Moreland                 | 16-12  |
| 1942 | Jesús "Cochihuila" Valenzuela | 25-8   |
| 1971 | Ernesto González              | 22-12  |

#### Campeones de Efectividad
| Año  | Nombre                        | Porcentaje |
| ---- | ----------------------------- | ---------- |
| 1941 | Jesús "Cochihuila" Valenzuela | 3.12       |
| 1947 | Santiago Ulrich               | 2.64       |
| 1976 | Gary Ryerson                  | 1.52       |

#### Campeones de Ponches
| Año | Nombre  | Ponches |
| --- | ------- | ------- |
| NA  | Ninguno | NA      |

#### Campeones de Juegos Salvados
| Año | Nombre  | Juegos |
| --- | ------- | ------ |
| NA  | Ninguno | NA     |

## Ejecutivos del año
La organización ha obtenido el nombramiento de Ejecutivo del Año en la LMB en una ocasión.
- 1975  Sergio Kreimerman.